# Guillaume Depardieu
Guillaume Depardieu (7. dubna 1971 Paříž, Francie – 13. října 2008 Garches, Francie) byl francouzský herec, syn herečky Élisabeth Depardieu a herce Gérarda Depardieu, starší bratr Julie Depardieu. V roce 1996 získal za film Les apprentis Césara pro nejslibnějšího herce. Za svou roli ve filmu Versailles byl neúspěšně nominován na Césara pro nejlepšího herce. Roku 2013 vyšlo posmrtně jeho hudební album Post Mortem.

## Osobní život
V letech 1997 až 1999 chodil s herečkou Clotilde Courau. V roce 1999 se oženil s Elise Ventre, se kterou měl jednu dceru; v roce 2001 se rozešli. V roce 2004 vydal autobiografickou knihu Tout Donner, ve které psal mimo jiné o svém složitém vztahu k otci. V roce 1995 měl nehodu na motocyklu a při následné operaci dostal infekci. Následovalo sedmnáct dalších operací za účelem odstranit infekci. V roce 2003 mu byla noha nad kolenem amputována. Zemřel v roce 2008 na akutní zápal plic ve svých sedmatřiceti letech.

## Filmografie
- Všechna jitra světa (1991)
- Cible émouvante (1993)
- L'histoire du garçon qui voulait qu'on l'embrasse (1994)
- Les apprentis (1995)
- Ricky (1996)
- Alliance cherche doigt (1997)
- Marthe (1997)
- Comme elle respire (1998)
- Hrabě Monte Cristo (1998)
- Pola X (1999)
- Bídníci (2000)
- Les marchands de sable (2000)
- Elle et lui au 14e etage (2000)
- Zaidina pomsta (2001)
- Valium, Prozac a Extáze (2001)
- Kůže anděla (2002)
- Únosce (2002)
- Comme un avion (2002)
- Le pharmacien de garde (2003)
- Process (2004)
- Milady (2004)
- Célibataires (2006)
- Strach(y) ze tmy (2007)
- Ne touchez pas la hache (2007)
- Les yeux bandés (2007)
- Francie (2007)
- Versailles (2008)
- Stella (2008)
- De la guerre (2008)
- Château en Suède (2008)
- Les inséparables (2008)
- Cesta za horizont (2009)
- Au voleur (2009)